# Xylopia multiflora
Xylopia multiflora R.E.Fr. – gatunek rośliny z rodziny flaszowcowatych (Annonaceae Juss.). Występuje naturalnie w południowo-wschodniej Kolumbii, wschodnim Ekwadorze, północnej Boliwii oraz zachodniej części Brazylii (w stanach Acre, Amazonas, Rondônia i Mato Grosso). 

## Morfologia
PokrójZimozielone drzewo dorastające do 5–15 m wysokości.
LiścieMają kształt od eliptycznego do podłużnego lub owalnego. Mierzą 21–27 cm długości oraz 9–9,5 szerokości. Są mniej lub bardziej skórzaste. Nasada liścia jest klinowa lub rozwarta. Wierzchołek jest spiczasty. Ogonek liściowy jest nagi i dorasta do 8–10 mm długości.
KwiatySą zebrane po 2–10 w pęczkach. Rozwijają się w kątach pędów. Działki kielicha dorastają do 4–6 mm długości. Ich wierzchołki są ostro zakończone. Płatki mają podłużny kształt i dorastają do 16–18 mm długości.